# ولادیمیر یاورسکی
ولادیمیر یاوُرسکی (انگلیسی: Vladimír Javorský؛ زادهٔ ۲ مهٔ ۱۹۶۲) بازیگر اهل چکسلواکی است. وی از سال ۱۹۸۶ میلادی تاکنون مشغول فعالیت بوده‌است.
از فیلم‌ها یا برنامه‌های تلویزیونی که وی در آن نقش داشته‌است، می‌توان به یانوشیک: روایتی واقعی، زندگی گلگون و سه شهریار اشاره کرد.
وی همچنین برندهٔ جوایزی همچون شیر چک شده‌است.